# 4. rang hrvatskog rukometnog prvenstva 1996./97.
Ljestvice i satsavi liga četvrtog stupnja hrvatskog rukometnog prvenstva za muškarce u sezoni 1996./97.

### 3. HRL - Zagreb
Također kao 3. HRL - Središte, 3. RHL, 3. regionalna liga. 
| mj.                                         | klub                      | ut. | pob. | ner. | por. | gol+ | gol- | bod |
| ------------------------------------------- | ------------------------- | --- | ---- | ---- | ---- | ---- | ---- | --- |
| 1.                                          | Medveščak II Zagreb       | 18  | 15   | 0    | 3    | 538  | 400  | 30  |
| 2.                                          | Jamnica Pisarovina        | 18  | 13   | 1    | 4    | 462  | 364  | 27  |
| 3.                                          | Industrogradnja II Zagreb | 18  | 12   | 1    | 5    | 450  | 397  | 25  |
| 4.                                          | Bedekovčina               | 18  | 11   | 1    | 6    | 399  | 375  | 23  |
| 5.                                          | Badel 1861 IV Zagreb      | 18  | 6    | 2    | 8    | 435  | 417  | 18  |
| 6.                                          | Metalac Zagreb            | 18  | 8    | 1    | 9    | 453  | 440  | 17  |
| 7.                                          | Silent Zagreb             | 18  | 7    | 1    | 10   | 455  | 451  | 13  |
| 8.                                          | Sveti Martin              | 18  | 6    | 0    | 12   | 392  | 462  | 12  |
| 9.                                          | Stančić                   | 18  | 4    | 1    | 13   | 374  | 472  | 9   |
| 10.                                         | Sesvete 84                | 18  | 2    | 0    | 16   | 199  |      | 4   |
|                                             |                           |     |      |      |      |      |      |     |
| za Sesvete 84 izostavljeni primljeni golovi |                           |     |      |      |      |      |      |     |

 Izvori: 

 Sportske novosti, 24. lipnja 1997. 